# MIM-104爱国者导弹
MIM-104愛國者導彈（英語：MIM-104 Patriot）是美國雷神公司製造的中程地對空飛彈系統。它取代勝利女神飛彈與MIM-23鷹式導彈，成為美軍中高空防空武器。愛國者導彈系統在波斯灣戰爭中成功攔截了伊拉克軍隊發射的飛毛腿導彈，這是歷史上首次在實戰中成功攔截彈道導彈，這使其聲名大噪，成為此次戰争中美軍的代表性武器之一。之後經多次升級，愛國者導彈成爲美國戰區導彈防禦系統中負責末端中低層反導的重要組成部分，部署在美國本土、北約與多個主要非北約盟友。

## 研發與演進
20世紀60年代，美國陸軍考慮要發展新一代的防空武器，以取代MIM-14勝利女神-力士與MIM-23鷹式導彈。該新武器系統被命名爲FABMDS（Field Army Ballistic Missile Defense System，野戰陸軍彈道導彈防禦系統）。1963年這個項目改名爲AADS-70（ARMY Air Defense System 1970s，陸軍防空系統-1970）。1965年8月，陸軍導彈司令部最終确定該武器系統是一種既能攔截高性能飛機、又能攔截近程彈道導彈的地對空導彈系統，定名爲SAM-D（Surface-to-Air Missile-Development，地對空導彈-發展型）。1967年5月，雷神公司被選爲主承包商；1969年11月，SAM－D進行了第一次發射測試；1973年，工程發展階段開始，一年後，在1974年1月項目需求發生了重大變化，SAM－D被要求采用指令+TVM（Track-Via-Missile）制導模式。因爲項目要求的變更，研發進度被拖延并導致了經費削減。直到1975年TVM經過驗證測試後，項目才在1976年1月進入了全尺寸發展階段，并在當年5月被正式命名爲愛國者（patriot，來自系統所使用的雷達代号“Phased Array TRacking (to) Intercept Of Target”的首字母縮寫），測試導彈獲得三軍統一命名編号XMIM－104A。1977年開始進行在電子干擾環境下發射多枚導彈攔截不同目标的試驗；1980年10月，MIM－104A導彈獲得了第一份生産合同；1982年，第一套愛國者導彈系統樣機交付部隊；1984年，達到了初始作戰能力（IOC）。

### MIM-104A
MIM-104A是愛國者導彈剛服役時的基礎型号，只能攔截飛機，設計中並沒有反導功能。

### MIM-104B（PAC-1）
1985年3月開始進行的愛國者先進能力升級（Patriot Advanced Capability，PAC），該計劃分多階段，第一階段是爲了使愛國者導彈具有反戰術彈道導彈的能力進行的地面設備軟件升級。升級後加高了雷達的搜索扇面（從25°增加到90°左右）。1986年9月在美國白沙導彈試驗場，升級後的愛國者PAC-1在26000英尺高度成功攔截了一枚速度2馬赫的長矛導彈，攔截彈的戰鬥部爆炸破壞了長矛導彈的控制面，使其墜毀在距目标2千米的地面。

### MIM-104C（PAC-2）
愛國者系統的第二階段的改進代号爲PAC-2。PAC-2進一步改善了地面雷達算法，并且第一次對攔截彈進行了升級。對導彈引信和戰鬥部的改進可以将來襲的敵方導彈摧毀而不只是将其打擊偏離彈道。新的戰鬥部每個預制破片的重量從2克增至45克，破片的速度也稍快些，大大增強了對付密結構的戰術彈道導彈戰鬥部的摧毀效力。M818E2雙模脈沖都卜勒引信替換了原來的XM818引信。該引信有雙錐波束：窄錐波束探測距離更大，用于對付導彈目标；較寬的錐型波束則用於對付飛機。作戰時通過雷達至導彈的上行數據鏈傳遞目标是導彈還是飛機以及接近速度和橫向速度的信息，使引信的性能最佳化。1987年11月PAC-2測試成功，并于1990年交付陸軍。PAC-2被投入海灣戰争戰場并取得了具體的捷報。

#### MIM-104D/E（GEM）
制導增強型導彈（Guidance Enhanced Missiles，GEM）于1996年開始裝備，編号爲MIM-104D。主要改進内容包括4點：改進導彈的動力裝置、引信和C波段前置接收機，從而提高了導彈的射程、射高和制導精度，使其能夠攔截射程達600公里的戰術彈道導彈。GEM進一步升級爲GEM-T與GEM-C。GEM-T稱爲GEM+（MIM-104E），加裝了一個Ka波段毫米波主動雷達導引頭，使引導頭成爲采用半主動C波段雷達導引頭與主動導引頭相結合的雙模導引頭，使用氮化鎵MMIC功率放大器的發射機取代原有的行波管功率放大結構，并于2002年11月列裝。GEM-C爲針對低空低RCS目标如巡航導彈的升級型号。

### MIM-104F（PAC-3）
PAC-3的發展有三個獨立階段，其中前兩個階段主要對雷達、通信系統進行改進，而第三階段使用了來自洛克希德·馬丁公司全新設計的攔截彈，一般所稱的愛國者三型飛彈或PAC-3都是特指此新型飛彈。
第一階段改進計劃即PAC-3(1)包括：使用了GEM攔截彈；改進火控計算機，使其數據處理速度和存取數據的容量分别達到原來的4倍和8倍；增加可擦寫磁盤系統和數據記錄儀，使作戰單位能夠借助光盤及内裝的數據記錄器采集作戰過程中的所有數據；改進地面雷達處理器，使其具備在雜波中分辨巡弋飛彈的能力。爲了配合硬件改進，還采用新型的控制軟件，解決了PAC-1/2系統作戰軟件對戰術彈道飛彈目標飛行軌跡推算能力不足、難以進行交戰控制管理的問題。
第二階段PAC-3(2)是PAC-3(3)形成戰鬥力前的過渡型号，主要包括對愛國者飛彈營系統和飛彈連系統兩方面的改進。在營級系統方面的改進是對愛國者飛彈營的通信能力增強改進計劃，主要是與Link-16聯合戰術信息分發系統（JTIDS）聯網，使愛國者飛彈具備與TMD信息互通和共享的能力，可從其它雷達系統中將目標的數據提供給愛國者飛彈火力單元，在飛彈連系統方面的改進包括：使用了GEM+攔截彈；升級了AN/MPQ-53雷達的計算機系統和顯示控制系統，采用運算速度更快的芯片和存儲器並改進了雷達波束控制算法，以減小雷達副瓣，提高對抗反輻射飛彈的能力。
第三階段PAC-3(3)系統采用了體積更小，具有主動雷達導引引導頭和直接動能碰撞（KKV）戰鬥部的新型專用彈道飛彈攔截彈ATM2，也可同時之前系統的攔截彈兼容，且由於新型攔截彈的直徑比舊型的導彈縮小了0.155米， 一輛發射運輸車得以攜帶16枚愛國者三型飛彈（四具發射器當中，每個發射器配備四枚飛彈），相比之下，舊型飛彈只有四枚（每車四個發射器，每個發射器一枚飛彈)。地面系統也進行了全面強化，雷達升級爲AN/MPQ-65。2003年，僅有的50枚左右仍處于測試階段的PAC-3被投入伊拉克自由行動，並在兩次實戰攔截中都成功摧毀了目標。

#### ATM2

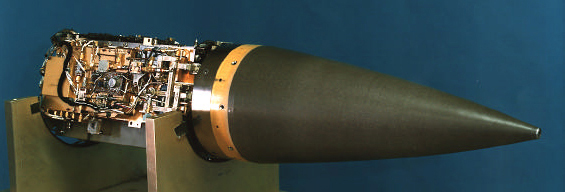
愛國者三型飛彈的彈頭

PAC-3攔截彈源自星球大戰計劃的ERINT（Extended Range Interceptor，增程攔截器）項目，ERINT于1992年6月進行首次飛行試驗，於1994年被選爲PAC-3系統的攔截彈，于1995-1997年内進行了多次靶場測試與攔截試驗。PAC-3或稱ATM2由一級固體助推火箭、制導設備、雷達引導頭、姿態控制與機動控制系統和殺傷增強器等組成。全彈長4.635米，彈體直徑爲0.255米，起飛重量304千克，助推火箭關機後的重量爲140千克。彈頭與助推火箭在飛行中不分離，始終保持一個整體。其作戰距離160千米，作戰高度30千米，最大飛行速度5馬赫。
飛彈依靠控制面和彈體前部的180個微型脈沖固體火箭發動機（被稱為姿態控制發動機，ACM）進行機動，以實現動能擊殺目標，因此它完全摒棄了之前的近炸彈頭。不過為了增大攔截目標的有效直徑，以便靠動能摧毀目標，PAC-3攔截彈上有一個名為“殺傷增強器”的裝置，此裝置放在助推火箭與制導設備段之間，長127毫米，重11.1千克。殺傷增強器上有24個214克重的破片，分兩圈分布在彈體周圍，形成以彈體爲中心的兩個破片圓環，當殺傷增強器内的主裝藥爆炸時，這些破片以低徑向速度向外投放出去，等於增大了攔截彈的有效直徑，從而使目标或被整個攔截彈擊中，或被破片擊中。
PAC-3飛彈的作戰測試於2001年底開始，直到2003年才具備了初始作戰能力（比原計劃落後4年），雖然2002年年中的作戰測試只是部分成功，但是當年8月它被宣布進入戰備狀態，2003年3月，PAC-3飛彈被投入伊拉克戰爭。

#### PAC-3 MSE
飛彈分段增強型（Missile Segment Enhancement，MSE）在PAC-3基礎上採用了更強大的雙脈沖發動機，根據攔截目标的位置情況，PAC-3 MSE飛彈将控制發動機産生第二級推力的時間，從而最大限度地增加飛彈“命中即毀”目标的能量。爲使導彈能夠在更高的高度作戰使用，洛克希德•馬丁公司爲導彈安裝了更大的氣動舵；爲增加飛行時間，導彈還配備了新的電池和電子設備。 其他部分借用了PAC-3導彈的核心技術，包括主動射頻導引頭、相同的制導處理器單元、姿态控制部件、慣性測量裝置和數據鏈。PAC-3 MSE尺寸比PAC-3導彈更大，須使用新的12聯裝M903發射裝置，即一輛發射車可搭載12枚PAC-3 MSE，比PAC-3少4枚。改進後導彈擴大了飛行包線，增大了防禦範圍，在分層化的導彈防禦體系中，PAC-3 MSE導彈可填補戰區高空防禦導彈與PAC-3導彈系統之間的空域。
PAC-3 MSE原被美國、德國和意大利聯合研制的中程擴展防空系統（Medium Extended Air Defense System，MEADS）選爲攔截武器之一。MEADS包括具有360度監視與火控能力的雷達系統、網絡分布式戰術行動中心和輕型發射器，可以通過C-130和A400M運輸機運輸，以進行快速部署，只要一個發射器、一個戰鬥管理器和一套火控雷達，它就能具備作戰能力，當更多的組件到達時，它們無需關閉系統，類似即插即用模式，這些組件會自動無縫的并入網絡，從而進一步加強了作戰能力。雖然這個系統進行了多次成功的攔截測試，但項目的唯一采購者德國陸軍選擇了另一種導彈IRIS-T SL用于MEADS。美國方面則于2011年宣布不會采購MEADS，并将MEADS與PAC-3 MSE上的技術移植到愛國者系統中去，以此在節省開支的情況下來提高後者的技術水平，最終PAC-3 MSE於2015年11月交付美國陸軍。
日本《產經新聞》報導，日本航空幕僚長（參謀長）丸茂吉成日前透露，在今年3至6月間，4個分別位於本州中部、日本首都圈和九州北部的空自基地，已換裝「愛國者三型分段強化構形」（PAC-3 MSE）防空飛彈，加強因應彈道飛彈、無人機等威脅的能力。丸茂吉成表示，4個基地分別為靜岡縣濱松、千葉縣習志野，以及福岡縣的蘆屋和築城；雖然未提及具體單位名稱，但駐防當地的單位分別為高射教導群（相當於防空飛彈訓練旅）、第1高射群第1高射隊（相當於防空飛彈營），以及第2高射群的第5、第6和第7高射隊。他強調，由於周邊國家持續進行飛彈技術的研發與改良，讓日本需要加強相關應變能力，未來其餘單位也會陸續換裝。PAC-3 MSE攔截範圍可達日空自現役PAC-3的2倍，且除了防禦彈道飛彈外，也能攔截無人機。《日本時報》先前曾指出，為確保東京奧運的安全，日本正加速PAC-3 MSE換裝作業，並會優先提供給首都圈第1高射群所轄的4個高射隊使用。

### PAAC-4
愛國者經濟可承受先進能力 （Patriot Advanced Affordable Capability-4，PAAC-4），計劃地面系統繼續沿用愛國者3系統雷達、發射車和管理控制站；導彈則采用以色列大衛投石索項目中的兩級多模制導致昏者攔截彈（Stunner）取代單級雷達制導的愛國者3攔截彈。致昏者攔截彈由助推器和殺傷彈頭組成，裝備雷達和光電複合導引頭，通過三脈沖發動機控制轉向，攔截高度40km，最高攔截速度6馬赫，具備全天候攔截作戰能力。計劃中基于“致昏者”導彈的PAAC-4攔截系統單位成本僅爲原愛國者3導彈（200萬美元）的20%。

## 系統組成
愛國者導彈的基礎編制爲導彈連，又稱火力單元。下轄一個連部班；一個火控排，操作一台雷達；一個發射排，共4個發射班組，每個班組操作2部發射器，全連共8部發射器；一個維修排，負責對系統及車輛進行檢測和簡單性維護。

### 雷達
AN/MPQ-53雷達是單脈沖體制多功能相控陣雷達。雷達的主要組成部分包括：相控陣天線、發射機、接收機、信号處理器、敵我識别器等。其中相控陣天線由8個天線組成：1個用于目标搜索、跟蹤和攔截彈跟蹤、制導功能的主陣（5161個輻射陣元）直徑2.44米；5個用于電子對抗功能的副瓣對消天線子陣（每個子陣51個陣元）；1個用于TVM功能的子陣（253個陣元）直徑0.5334米；1個用于敵我識别功能的天線子陣（20個陣元）工作在L波段。AN/MPQ-53雷達可同時監視100個左右目标并引導8枚導彈攻擊3～5個目标。該雷達可以獨立完成之前的防空系統需求幾部雷達才能完成的對目标搜索、識别、跟蹤、攔截全過程相應工作。PAC-3第三階段升級中相控陣雷達使用雙行波管代替了原先的單行波管和正交場放大器，升級後的雷達被重新命名爲AN/MPQ-65。AN/MPQ-65的平均功率較舊雷達增大了一倍，配合雷達的軟件升級使系統可以從誘餌或碎片中區分小型目标，并具有了一定的反隐形目标能力。

### AN/MSQ-104交戰與火力控制站
作戰控制站是愛國者火力單元作戰時唯一需要有人操作的設備（由一名指揮官和兩名操作手操作），由武器控制計算機（WCC）、人機接口以及各種數據和通信終端組成。其自身的通信天線置于M927，作戰時可升至20米。作戰控制中心通過兩組程序控制武器系統的全部作戰過程：第一組程序使系統進入準備狀态，第二組程序控制整個交戰過程。

### 發射裝置
愛國者導彈發射裝置，由15kW柴油發動機、發射架電子裝置、發射架以及相關機械設備組成，安裝在由M983HEMTT牽引車牽引的M860型拖車上，一個發射車組包括拖車共需3人操作。發射架裝載4個箱式發射裝置，發射架水平可轉動110°，作戰時仰角38°。發射裝置通過光纖或無線電通訊與指揮控制站互聯，部署時最大距離10千米左右，作戰時自動向控制站報告發射架及導彈狀态并執行來自控制站的指令。

### OE-349天線
天線塔由兩邊對稱設置的4個4kW天線構成。作戰時天線可升至30.76米，方位可調。無線電電台工作在甚高頻，可以和系統内單位、上級單位與相鄰火力單元進行通信聯絡，協調作戰。

### EPP-III供電站
供電站爲雷達系統與作戰控制站服務。主體是兩台150kW（400Hz）的柴油發動機、兩個燃料箱（280升）與配電設施，置于M977牽引車上，油箱加滿後可持續供電8小時以上。

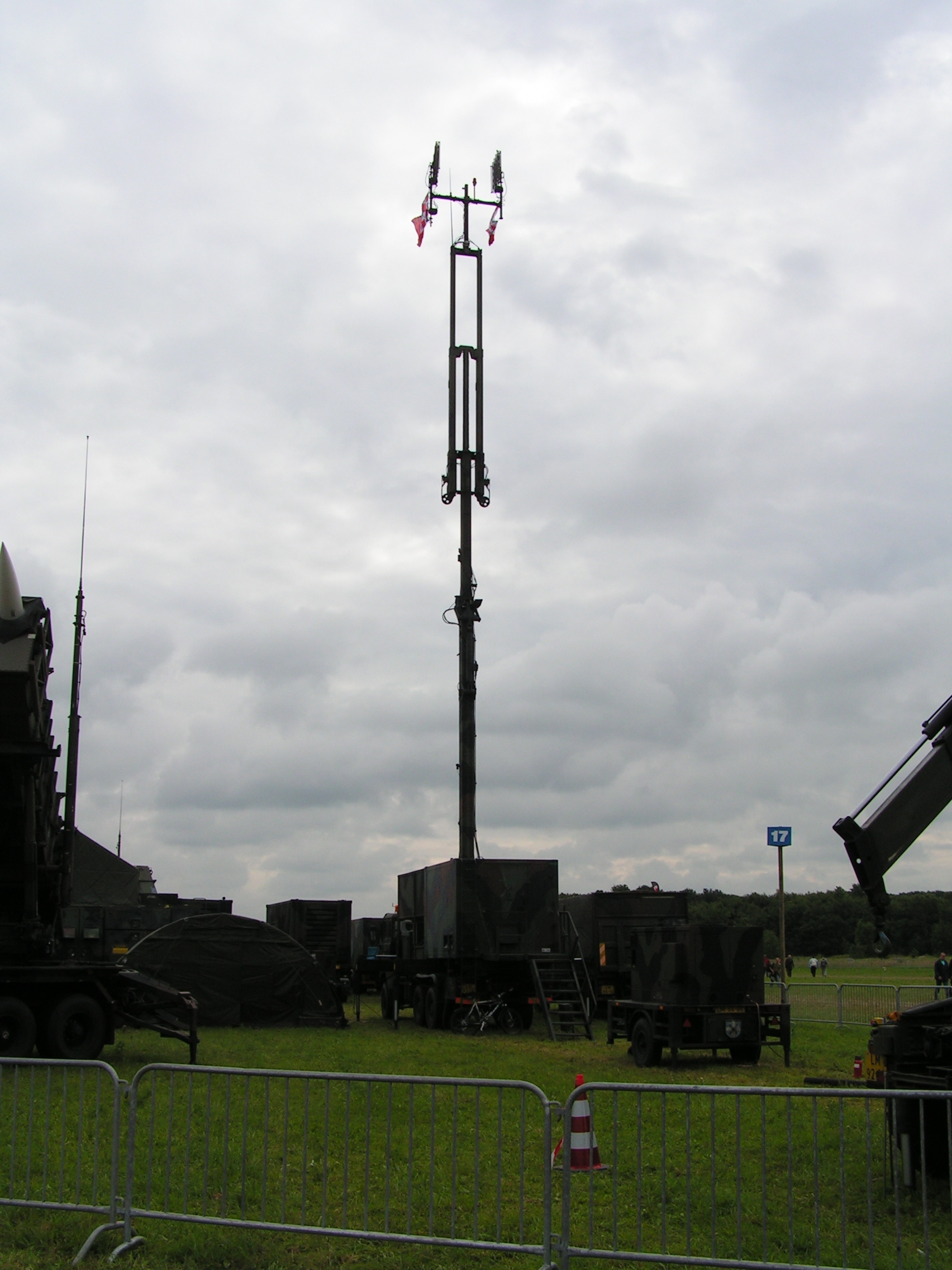
AN/MSQ-104交戰與火力控制站
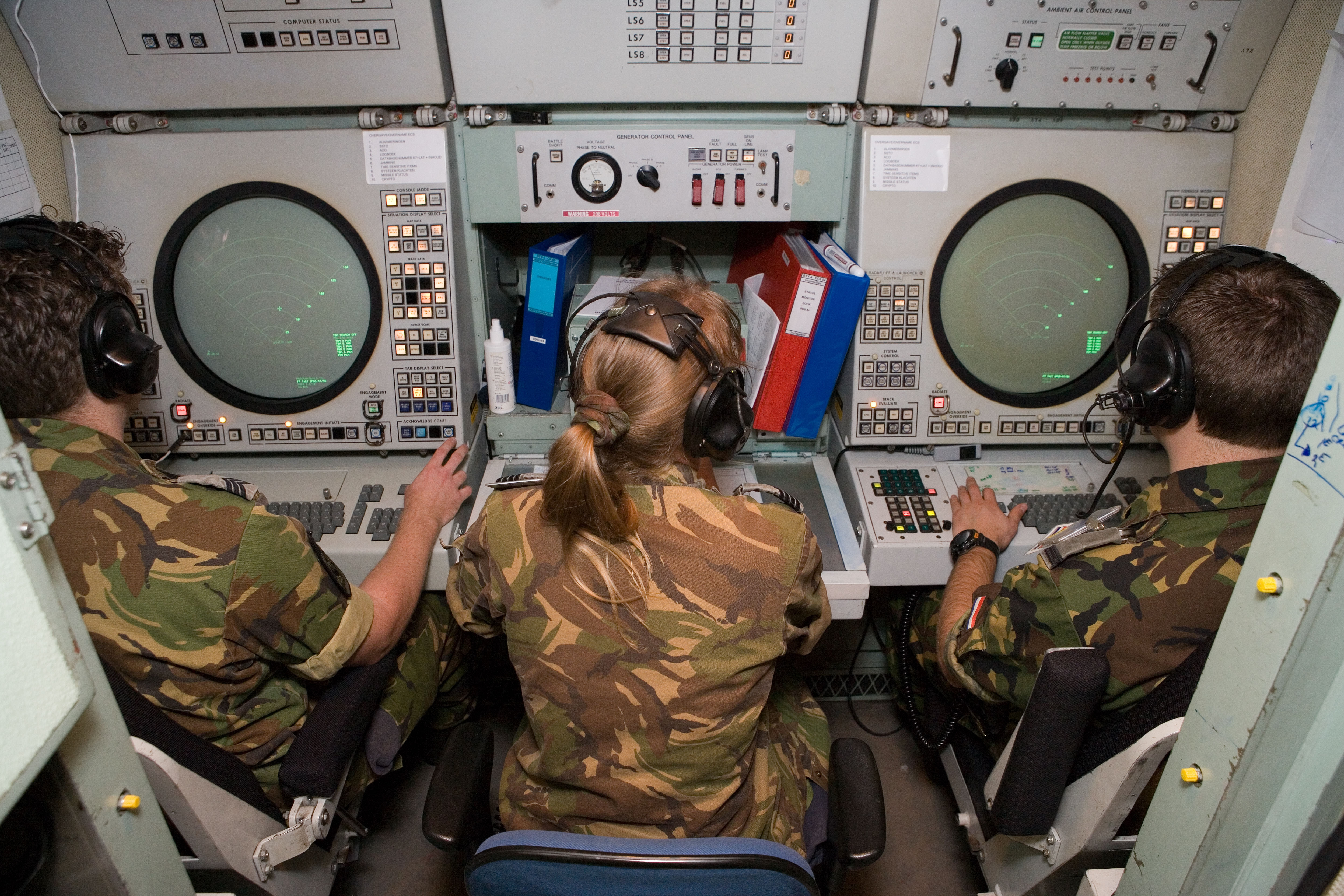
作戰控制站内部
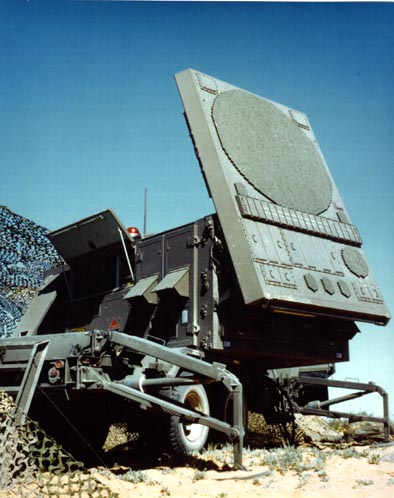
AN/MPQ-53雷達
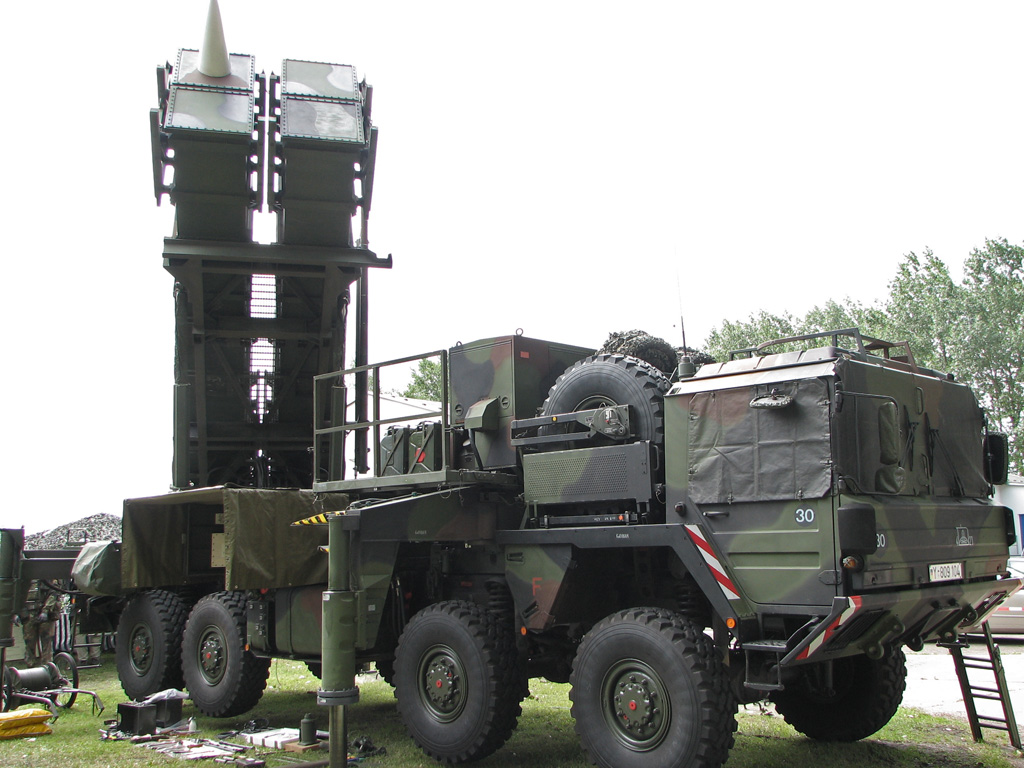
可發射四枚愛國者二型導彈的發射車
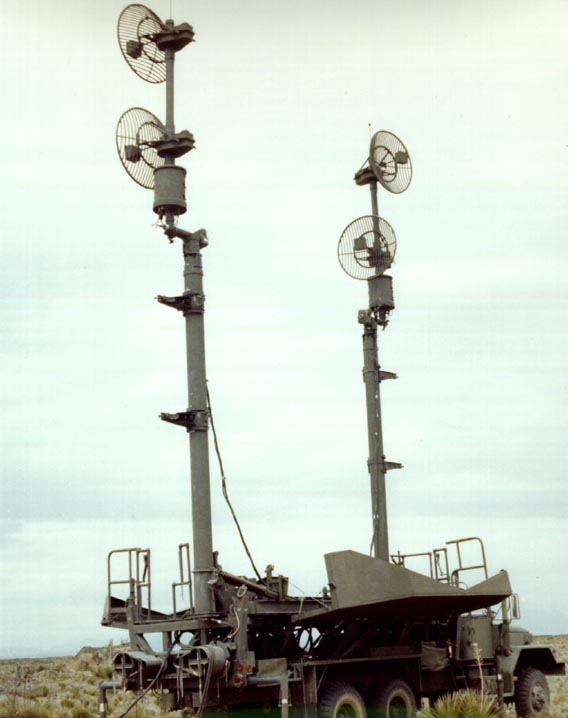
OE-349天線
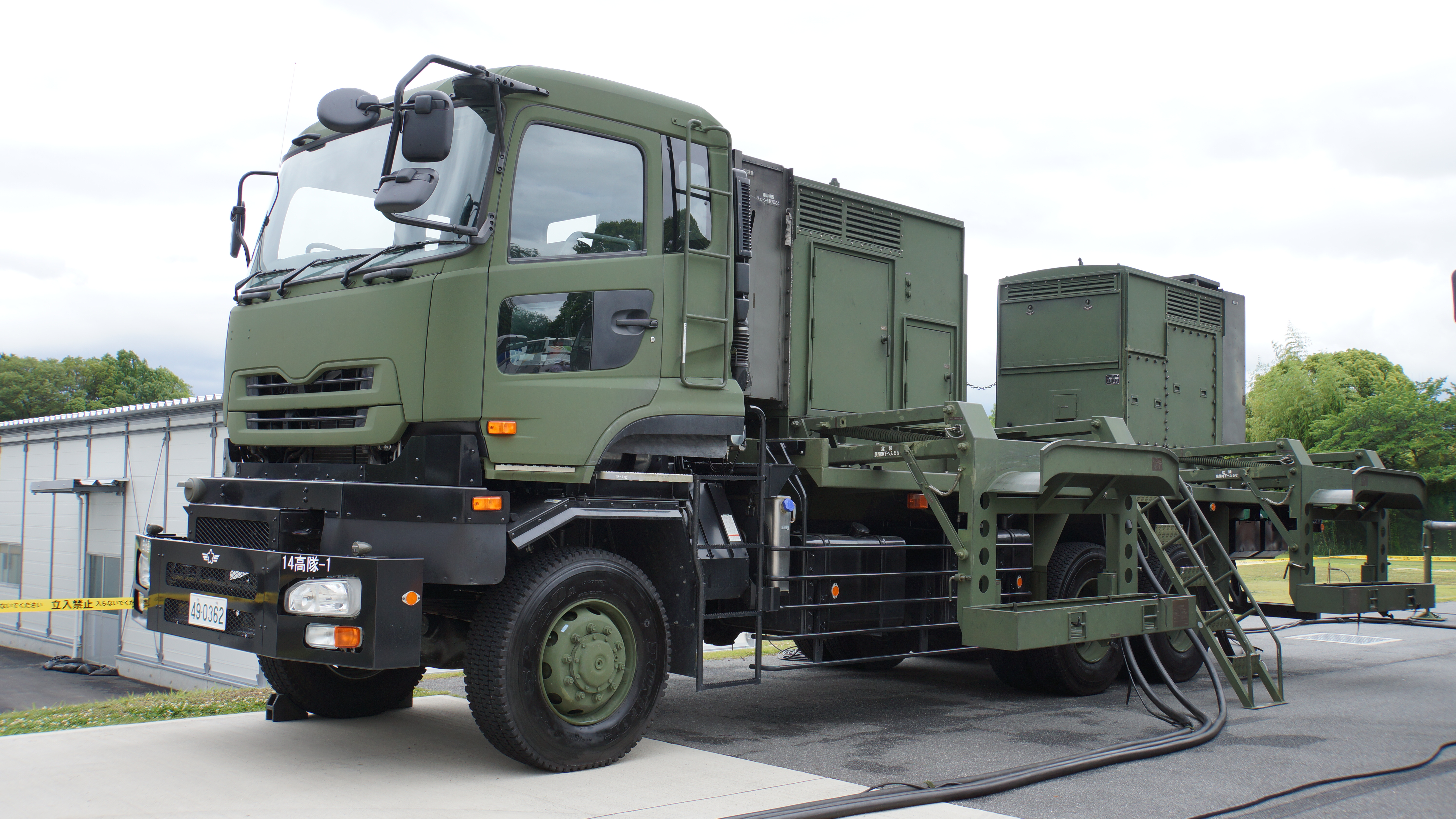
EPP-III電站

## 服役經歷

### 美軍

#### 1991年波斯灣戰爭
在波斯灣戰爭以前，彈道飛彈防禦一直只是一個未經實戰考驗的概念。愛國者飛彈被指派去擊落發射到以色列和沙地阿拉伯的伊拉克飛毛腿飛彈。1991年1月18日它第一次成功攔截及摧毀了一枚發射到沙地阿拉伯的飛毛腿飛彈。這是第一次一個空防系統擊落一枚敵方戰區彈道飛彈。

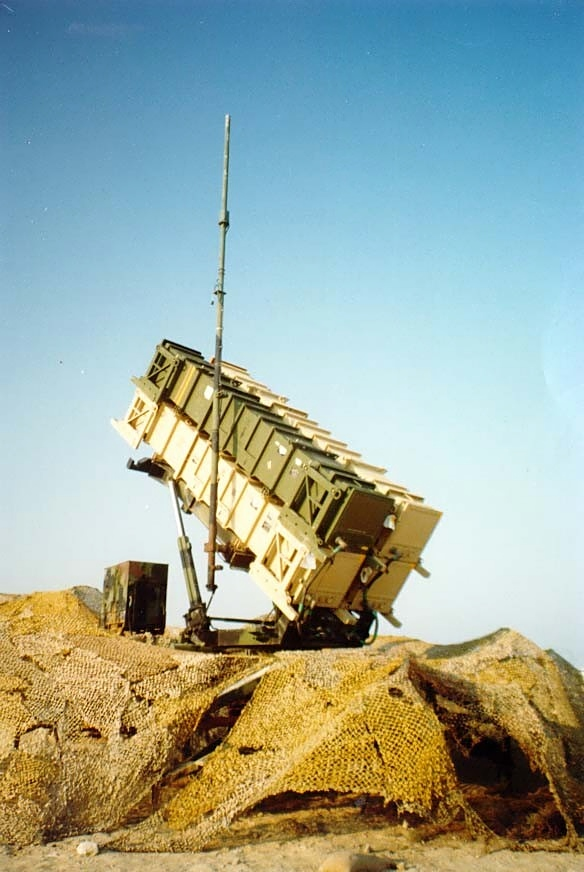
「沙漠風暴」行動時的愛國者導彈。

##### 在宰赫蘭失效
1991年2月25日，一枚伊拉克飛毛腿飛彈擊中了沙地阿拉伯宰赫蘭的一個軍營，造成美國陸軍第十四軍分隊的28名士兵死亡。
政府調查指出該次失敗歸咎於飛彈系統時鐘內的一個軟體錯誤。在此之前，愛國者飛彈連在宰赫蘭已經連續工作了100小時。每一個小時，系統時鐘會有一個毫秒級延遲。導彈系統時鐘寄存器設計爲24位，精度也只限於24位的精度。這個精度誤差漸漸放大，100小時後，飛彈的時鐘已經偏差了三分之一秒，相等於600米距離誤差。由於這個時間誤差，縱使雷達系統偵察到飛毛腿飛彈並預計了它的彈道，系統卻找不到實際上來襲的飛彈。在這情況下，美軍視起初的目標發現為假警報，偵測到的目標也從系統中刪除。以色列方面發現了這個問題並於1991年2月11日知會了美國陸軍及愛國者計劃辦公室（軟體製造商）。以色列方面建議重新啟動愛國者系統的電腦作為暫時解決方案，可是美國陸軍方面卻不明白每隔多少時間需要重新啟動系統。1991年2月26日，製造商向美國陸軍提供了更新軟件。這個軟件最終在飛毛腿飛彈擊中軍營後一天才運到軍隊。

##### 成功率與準確度
美國陸軍聲稱愛國者系統在沙地阿拉伯和以色列的初始成功率分別為80%和50%。這最終修訂為70%及40%。
1992年4月7日，麻省理工學院的Theodore Postol和特拉維夫大學的Reuven Pedatzur在美國眾議院委員會上作証時表示，根據他們的獨立分析，愛國者系統的成功率低於10%，甚至可能只有0%的成功率。
同一天，哈佛大學甘迺迪政府學院的Charles A. Zraket，以及國際戰略研究中心的Peter D. Zimmerman為愛國者飛彈系統在以色列及沙地阿拉伯的成功率作證時指出很多在Postol報告中的結果及分析方法有不妥的地方。
- 成功率 - 飛毛腿飛彈被摧毀或擊中後偏離至無人地區的百分比
- 準確度 - 命中次數相對於所有已發射的愛國者飛彈數目的百分比

這兩個數字的差異對於分析愛國者系統在戰爭中的表現是尤其重要的。
據Zimmerman的論述，標準接戰準則是以平均四枚愛國者飛彈攔截一枚飛毛腿導彈；在沙地阿拉伯則平均發射三枚飛彈。如果所有的飛毛腿飛彈都擊落或偏離至無人地區，則成功率為100%，但是準確度只會分別是25%及33%。
這兩個作證同樣把愛國者的問題歸咎於愛國者的原始設計－愛國者原本是作為一套反戰機系統。根據這設計，系統發射接近引信飛彈，飛彈接近目標爆炸，以摧毀或使目標失效。由於飛彈瞄準了目標的質量中心，在對付飛機的時候毫無問題，但在對付高速飛行的飛毛腿飛彈時，愛國者通常只能擊中其尾部，而不是其彈頭。
此外，伊拉克對飛毛腿飛彈的重新設計也影響了愛國者的準確度。伊拉克把蘇聯設計的飛毛腿飛彈重新設計使之飛得更快，結果這些改動弱化飛彈彈體，令飛彈更有可能在重返大氣層時碎裂。這令愛國者面對大量新增目標，卻無法知道碎片和彈頭是哪一個。
根據Zimmerman的分析，要實際計算「擊殺率」變得很困難。一次成功擊殺是等於命中彈頭還是命中飛彈？如果彈頭被愛國者擊中而跌落到沙漠中，這算不算一次成功？但如果彈頭墜落在人煙較少的郊區，又或者四枚愛國者全部失準而飛毛腿飛彈解體以至彈頭墜落，這些情況下又怎樣計算成功率？
Zraket的作証指出愛國者系統缺乏高解析度的攝影裝置以記錄攔截目標的過程。因此，愛國者的操作人員以錄影帶記錄每次飛彈發射，而傷害評估組則記錄散落地面的飛毛腿飛彈碎片的位置。彈坑分析被用於判斷彈頭在碎片著地前是否已被摧毀。除此之外，相較起在以色列的情況，愛國者在沙地阿拉伯的有30%的成功率，部分原因因愛國者導彈只需把來襲飛彈推離軍事目標，使其墜落沙漠之中避免死傷。相比之下，射向以色列的飛彈都直接瞄準城市和平民。沙地阿拉伯政府也大量刪除當地媒體任何有關飛毛腿彈導緻損傷的報導，而以色列政府沒有實施此類審查。此外，愛國者在以色列的成功率是由以色列軍方檢驗的。他們沒有任何政治原因去高估愛國者導彈的成功率，反而有原因去低估其成功率。以色列軍隊把任何在地面爆炸的飛毛腿飛彈都算作愛國者導彈失敗。與此同時，美國陸軍本身有很多原因去支持一個高成功率的愛國者飛彈系統，他們也直接負責檢驗該系統在沙地阿拉伯的表現。
一輯加拿大廣播公司的紀錄片描述前以色列國防部長透露，指以色列政府曾經對愛國者系統反飛彈的表現感到十分不滿，甚至曾準備無視美方反對，自行對伊拉克採取軍事報復。該項反應只是因後來雙方停火而取消。

##### 該系統的心理影響
薩達姆·海珊曾誓言以飛彈襲擊以色列，迫使他對伊拉克攻擊，以至令其它阿拉伯國家站在伊拉克一方。以色列曾擔心飛毛腿飛彈上會使用化學或生物武器。愛國者導彈在戰爭早期讓以色列政府安撫其國民。
在戰爭期間，以色列有兩人死亡及七百多人受傷。

#### 2003年伊拉克戰爭

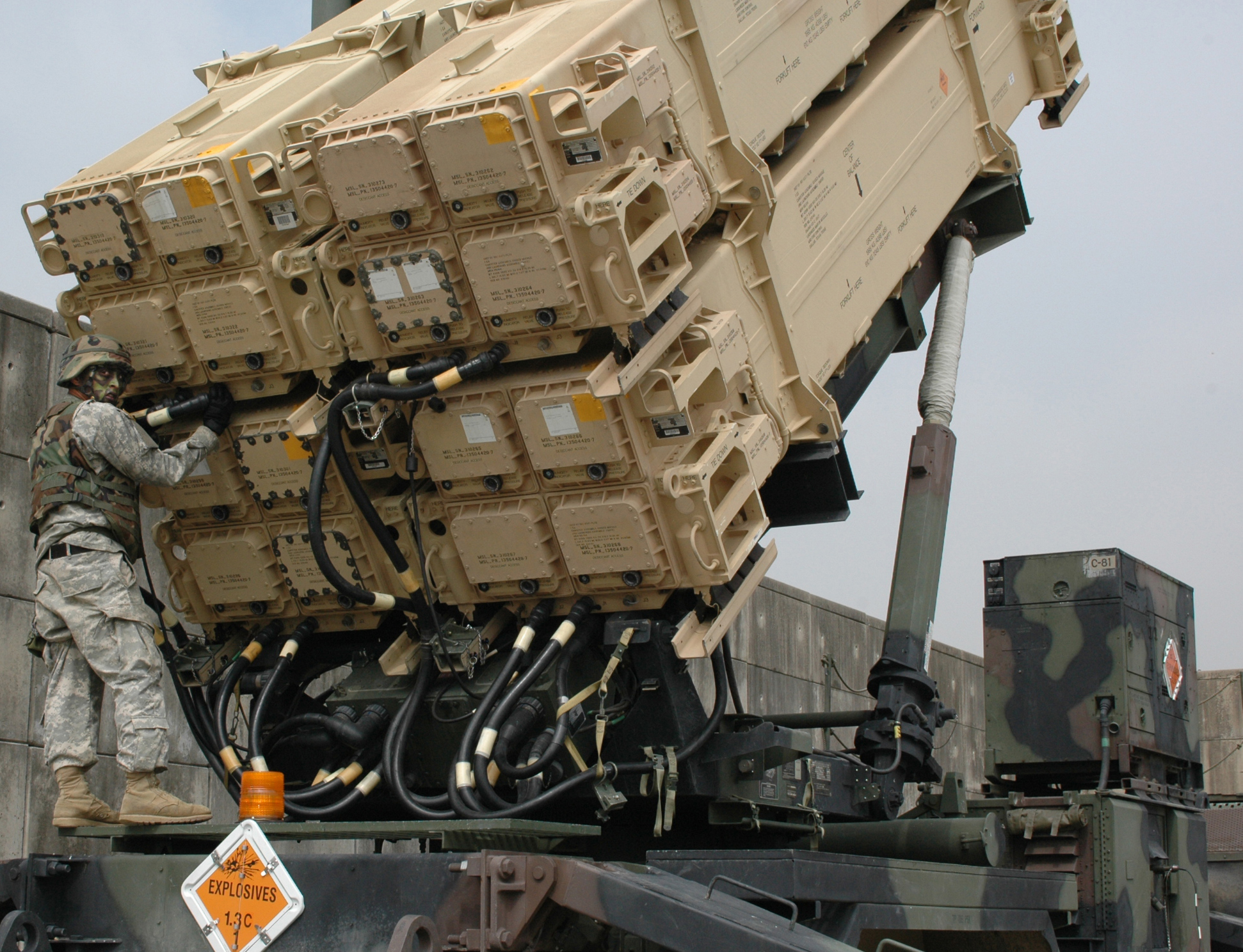
愛國者3型可裝填16枚導彈於同一發射架

在2003年的伊拉克戰爭中，愛國者導彈部隊成功地攔截了伊拉克軍隊向聯軍和科威特發射的24枚導彈中的9枚，同時發生了3起誤傷友軍事件。
在被攔截的9枚導彈中，6枚被GEM攔截，1枚被GEM+攔截，2枚被PAC-3攔截。愛國者的攔截對保衛聯軍的安全發揮了重要作用，2003年3月27日伊拉克軍隊從巴士拉北部向聯軍最高指揮部科威特Doha兵營發射了一枚Al-Samoud 2導彈，兩枚愛國者導彈将其成功攔截避免了聯軍可能遭到的重大損失。餘下15枚未被攔截的導彈中，因爲伊拉克導彈本身精度與穩定性差，美軍判定其并不會構成威脅，所以主動放棄了攔截。但是至少一枚由反艦導彈改裝的巡航導彈成功穿過了防空網，落在科威特一個購物中心附近，不過達到的殺傷效果很有限。
3月23日愛國者系統将一架回航的皇家空軍龍捲風GR4型戰機誤認為伊拉克飛彈而擊落，兩名機員殉職。緊接在該事件後，美國軍方聲稱事發時該架皇家空軍的戰機沒有把敵我識別系統打開。但是一名隨同愛國者飛彈連採訪的美國隨軍記者表示:「陸軍的愛國者飛彈把盟軍戰機誤認作敵軍戰術彈道飛彈」。24日愛國者系統又鎖定了一架美國空軍F-16CJ戰機，F-16飛行員爲避免遭擊落搶先發射了一枚AGM-88導彈将愛國者雷達擊毀。4月2日，愛國者導彈再次将來自美國海軍小鷹号航空母艦VFA-195中隊的F/A-18大黃蜂戰鬥攻擊機擊落，造成一名飛行員身亡。

#### 防禦伊朗的攻擊
2025年6月23日，在伊朗的導彈襲擊中美軍和卡塔爾成功以愛國者導彈攔截伊朗的彈道導彈，防禦了乌代德空军基地。

### 以色列作戰記錄
2014年9月23日，叙利亞内戰中叙利亞空軍一架蘇-24戰鬥轟炸機在戈蘭高地上空越境後被以軍愛國者導彈擊落。

### 也門内戰
2015年3月沙特阿拉伯主導的對也門内戰干涉行動開始後，沙特愛國者防空導彈部隊至少進行了100次彈道導彈攔截，其中超過90次由PAC-2 GEM-T完成攔截。加上阿聯酋的愛國者單位，阿拉伯聯軍對胡塞武裝的彈道導彈威脅進行了至少150次攔截。

### 俄羅斯入侵烏克蘭
由於俄羅斯入侵烏克蘭，美國、荷蘭及德國先後向烏克蘭提供愛國者防空導彈，型號為MIM-104F配PAC-3 CRI（Cost Reduction Initiative）拦截弹。
在2023年5月1日俄軍的一次空襲當中，烏軍首次使用愛國者導彈，攔截15枚Kh-55巡航導彈。鉴于对情报泄露的防止，乌克兰武装部队空军司令米科拉·奥列舒克中将于5月6日证实，空军在5月4日在基辅地区上空击落了一枚俄罗斯匕首导弹。為史上首次有高超音速武器被成功攔截。其後，烏軍再於同月分別以愛國者二型及三型導彈，攔截一枚Kh-47高超音速導彈，並擊落1架蘇-34戰鬥轟炸機、1架蘇-35戰鬥機和2架Mi-8直升機。同年11月，乌克兰武装部队確認至今使用爱国者已拦截了俄罗斯10枚匕首导弹。
同年5月16日，俄羅斯國防部宣稱俄軍在空襲基輔期間，以Kh-47摧毀其中一套愛國者三型發射台，但烏克蘭方面否認。
同年12月6日，烏軍發射一枚愛國者三型導彈，在蛇島上空擊落俄軍一架Su-24戰鬥轟炸機，飛行員當場身亡。隨後，烏軍再於同月22日，以二型導彈擊落3架俄軍蘇-34。
2024年3月9日，俄罗斯国防部公布了一段俄罗斯伊斯坎德尔-M导弹袭击乌克兰波克罗夫斯克地区的视频。影片中有2輛愛國者飛彈發射車被摧毁。乌克兰方面没有对此进行回应。
2024年3月25日，根據俄塔社消息,俄罗斯使用3M22飛弹袭击基辅朱利亚尼机场的两套爱国者防空导弹。烏克蘭則表示來襲飛彈被成功攔截。
2024年4月5日，一輛受損的烏克蘭愛國者飛彈發射車被運送到美國。
2025年6月6日，一套愛國者導彈在基輔被俄軍擊毀。

## 使用國
巴林
 埃及
 德国
- 德國聯邦國防軍空軍
  - 德國空軍第1防空導彈聯隊
    - 德國空軍第21防空導彈大隊
    - 德國空軍第24防空導彈大隊
    - 德國空軍第26防空導彈大隊
    - 德國空軍第61防空導彈大隊

 希腊
- 希臘空軍
  - 第350導彈聯隊
    - 第21导弹中队
    - 第22导弹中队
    - 第23导弹中队
    - 第24导弹中队
    - 第25导弹中队
    - 第26导弹中队

 约旦
- 約旦皇家空軍：3套[40]

 以色列
- 以色列空軍

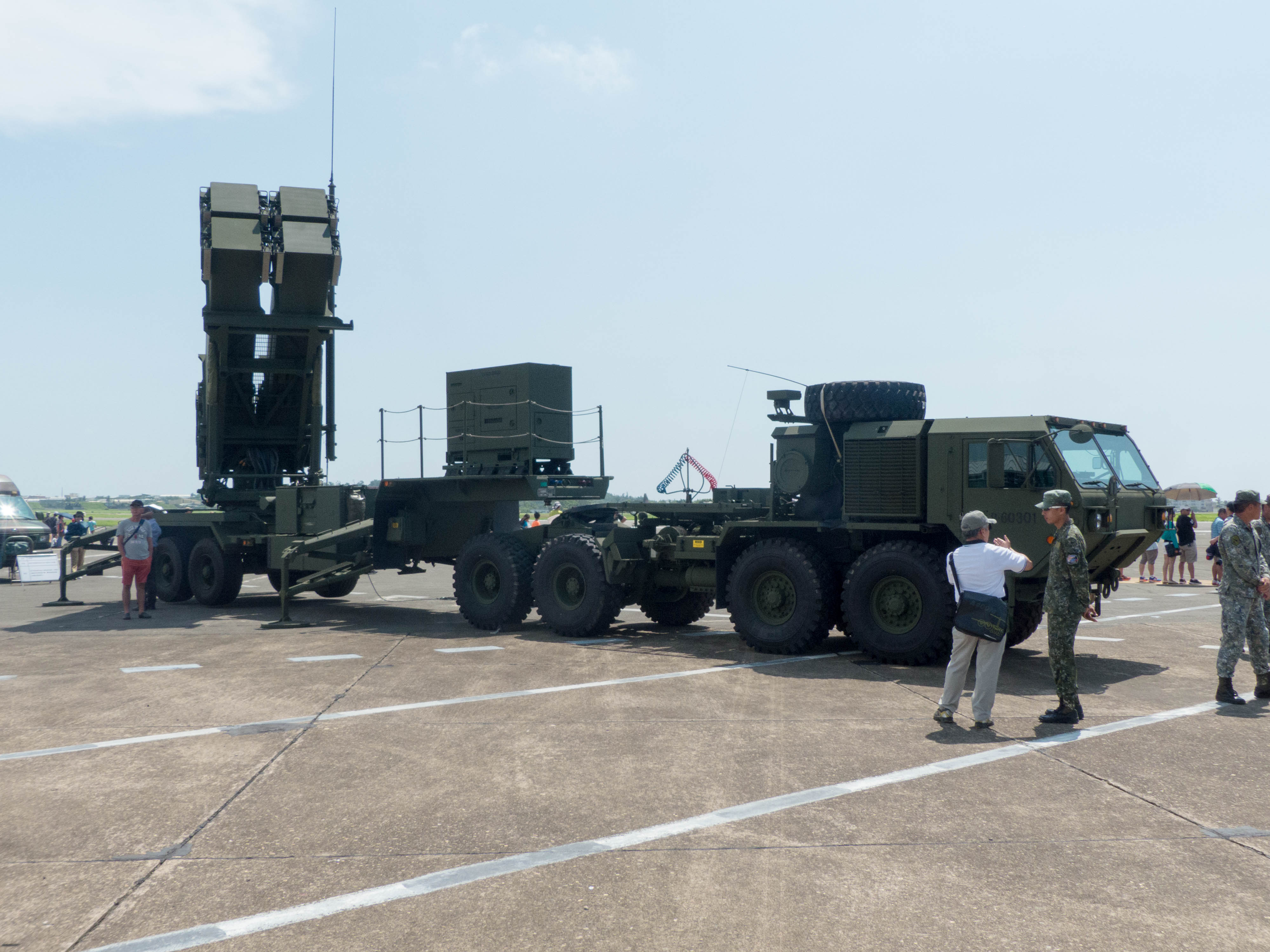

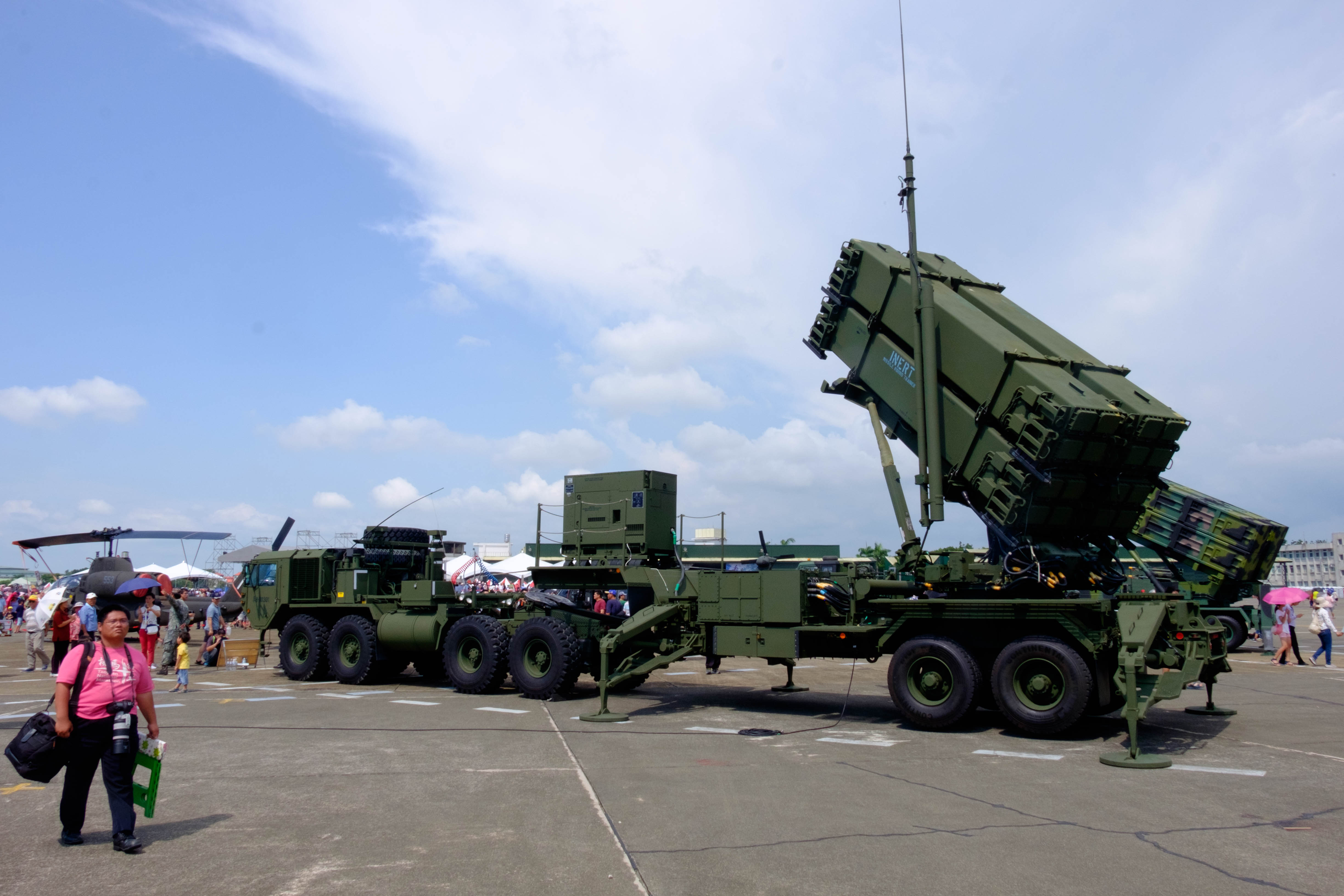

  - 以色列防空司令部(2024年初退役，9套即将捐赠乌克兰）

 日本
- 航空自衛隊
  - 高射教導群
  - 航空自衛隊高射部隊
    - 6個高射群（大隊），每個高射群轄4個高射隊（中隊），共計24個連[41]

 科威特
- 科威特空軍：4部雷達20輛發射車[42][43]

 荷蘭
- 荷蘭皇家空軍
  - 802中隊
  - 803中隊

- 卡塔爾軍隊：10套，包括247枚PAC-3和117枚GEM-T[44][45]

 沙烏地阿拉伯
- 沙特皇家空軍

- 大韓民國空軍

 西班牙
- 西班牙軍隊：來自德國的3套二手PAC-2+，共18輛發射車[46]
  - Regimiento de Artillería Antiaérea n.º 74

 中華民國
- 中華民國空軍
  - 空軍防空暨飛彈指揮部

 阿联酋
- 聯邦武裝部隊[47]

 美国
美國陸軍
- - 第11防空炮兵旅(11 ADA BDE)
    - 第43防空炮兵團第1營(1-43 ADA)
    - 第43防空炮兵團第2營(2-43 ADA)
    - 第43防空炮兵團第3營(3-43 ADA)
    - 第52防空炮兵團第5營(5-52 ADA)

  - 第30防空炮兵旅(30 ADA BDE)
    - 第6防空炮兵團第3營(3-6 ADA)

  - 第31防空炮兵旅(31 ADA BDE)
    - 第2防空炮兵團第3營(3-22 ADA)
    - 第3防空炮兵團第4營(4-3 ADA)

  - 第69防空炮兵旅(69 ADA BDE)
    - 第5防空炮兵團第4營(4-5 ADA)
    - 第44防空炮兵團第1營(1-44 ADA)
    - 第62防空炮兵團第1營(1-62 ADA)

  - 第108防空炮兵旅(108 ADA BDE)
    - 第7防空炮兵團第1營(1-7 ADA)
    - 第4防空炮兵團第3營(3-4 ADA)

以下单位为永久派驻海外单位
驻韩美军司令部
- - 第35防空炮兵旅(35 ADA BDE)
    - 第1防空炮兵團第2營(2-1 ADA)
    - 第52防空炮兵團第6營(6-52 ADA)

驻日美军司令部
- - 第38防空炮兵旅(38 ADA BDE)
    - 第1防空炮兵團第1營(1-1 ADA)

美国欧洲司令部
- - 第52防空炮兵旅(52 ADA BDE)
    - 第7防空炮兵團第5營(5-7 ADA)

 波蘭
 羅馬尼亞
 乌克兰
- 烏克蘭陸軍、烏克蘭空軍：2022年俄羅斯入侵烏克蘭期間由美國[50]、荷蘭[51]及德國軍援，共4套。
  - 陸軍防空兵
  - 空軍第96防空導彈中隊

## 性能
| 攔截彈            | MIM-104A | MIM-104B （PAC-1） | MIM-104C （PAC-2） | PAC-3                             |
| ----------------- | -------- | ------------------ | ------------------ | --------------------------------- |
| 最大作戰距離/千米 | 80~100   | 80~100             | 70~100             | 20                                |
| 最小作戰距離/千米 | 3        | 3                  | 3                  | 3                                 |
| 最大作戰高度/千米 | 24       | 24                 | 25                 | 15                                |
| 最小作戰高度/米   | 300      | 300                | 300                | 300                               |
| 系統展開時間/分鐘 |          |                    |                    | 30~50                             |
| 反應時間/秒       |          |                    |                    | 12~15                             |
| 導彈長度/米       | 5.31     | 5.31               | 5.18               | 5.2                               |
| 最大彈徑/毫米     | 410      | 410                | 410                | 255                               |
| 導彈翼展/毫米     | 840      | 840                | 840                | 510                               |
| 起飛質量/千克     | 900      | 900                | 914                | 320                               |
| 戰鬥部質量/千克   | 91       | 91                 | 91                 | 73                                |
| 機動能力/g        | 25~30    |                    | 20~25              |                                   |
| 戰鬥部種類        | 破片     | 破片               | 破片               | 动能拦截器 (Kinetic Kill Vehicle) |

| 參數             | 參數             | 具體指标                      |
| ---------------- | ---------------- | ----------------------------- |
| 天線主陣         | 天線尺寸         | 圓形，直徑2.44米              |
| 天線主陣         | 示例             | 5161個（每個直徑約39毫米）    |
| 天線主陣         | 陣面傾角         | 22.5°                         |
| 天線主陣         | 波束掃描角       | ±60°                          |
| 天線主陣         | 天線方向圖       | 32種                          |
| 天線主陣         | 轉換時間         | 100毫秒                       |
| 天線主陣         | 天線最大掃描角   | 62.54°                        |
| 天線主陣         | 中心頻率         | 5521MHz                       |
| 天線主陣         | 中心波長         | 5.433厘米                     |
| 天線主陣         | 半功率點波束寬度 | 1.8°×1.8°                     |
| 天線主陣         | 主陣增益         | 39db                          |
| 發射機           | 峰值功率         | 600千瓦                       |
| 發射機           | 平均功率         | 10千瓦                        |
| 發射機           | 占空比           | 1.7%                          |
| 發射機           | 工作帶寬         | 5.259GHz~5.736GHz，500MHz     |
| 發射機           | 工作頻點         | 頻帶内間隔3MHz的160個固定頻點 |
| 發射機           | 損耗             | 2.7db                         |
| 接收機           | 噪聲系數         | 7db                           |
| 接收機           | 接收機帶寬       | 6MHz                          |
| 接收機           | 雙波程損耗       | 3.2db                         |
| 最大作用探測距離 | 最大作用探測距離 | 170千米（RCS=1m²）            |
| 覆蓋範圍         | 仰角             | 22.5°~85°                     |
| 覆蓋範圍         | 方位             | 120°（±60°）                  |
| 脈沖寬度         | 脈沖寬度         | 8μm，20μm，60μm，100μm        |
| 同時監視目标數   | 同時監視目标數   | 90~125個                      |

## 外部連結
- 2002年版美國陸軍愛國者導彈條令手冊 （页面存档备份，存于）
- 愛國者 MIM-104 （页面存档备份，存于）
- GAO 在載赫藍攔截失敗的報告 （页面存档备份，存于）
- Theodore Postol 及 George M. Lewis's 對愛國者飛彈在波斯灣戰爭中的有效性報告 （页面存档备份，存于）
- Charles A. Zraket的作証 （页面存档备份，存于）
- Peter D. Zimmerman的作証 （页面存档备份，存于）